# جمال هيل
جمال ألكسندر هيل (/dʒəˈmɑːl/؛ مواليد 19 مايو 1991) هو مُقاتل فنون قتالية مختلطة أمريكي. يُنافس حاليًا في فئة وزن خفيف الثقيل في يو إف سي، حيث كان بطل يو إف سي لوزن خفيف الثقيل السابق. اعتبارًا من 16 أبريل 2024، احتل الرقم 3 في تصنيفات يو إف سي لوزن خفيف الثقيل.

## الخلفية
انتقل هيل إلى غراند رابيدز عندما كان في الثانية عشرة من عمره. وتخرج من مدرسة روجرز الثانوية في وايومنغ، ميشيغان. بعد اجتيازه مهنة كرة السلة في جامعة دافنبورت، بدأ هيل التنافس في فنون القتال المختلطة الاحترافية في عام 2017.

## مسيرته في فنون القتال المختلطة

### بدايته
بدأ هيل مسيرته الاحترافية في عام 2017 برصيد 5–0، حيث جاءت أربع من أصل خمس نزالات تحت راية عروض نوك أوت. في نزاله الاحترافي الرابع فقط، هزم هيل مقاتل يو إف سي المستقبلي ديكوان تاونسند على الرغم من أن تاونسند شارك في ستة وعشرين نزال احترافي قبل ذلك النزال.
ثم تلقى هيل دعوة للظهور في سلسلة منافسات دانا وايت 21 في عام 2019، حيث هزم هيل خصمه ألكسندر بوبيك عبر الجولة الثانية من الضربات الأرضية، وحصل على عقده في يو إف سي.

### يو إف سي
خاض هيل أول نزال له في يو إف سي ضد داركو ستوشيتش في 25 يناير 2020، في حدث يو إف سي ليلة القتال 166. وفاز بالنزال بقرار القضاة بالإجماع.

## حياته الشخصية
هيل لديه ستة أطفال تتراوح أعمارهم بين عامين و 14 عامًا اعتبارًا من يونيو 2021. في 28 نوفمبر 2023، ألقي القبض على هيل في مقاطعة كينت بولاية ميشيغان بتهمة العنف الأسري المشدد بعد اعتدائه المزعوم على شقيقه ليلة 27 نوفمبر. تم إطلاق سراحه لاحقًا من الحجز بعد دفع الكفالة. تم تحديد أول جلسة استماع لهيل في المحكمة في يناير 2024.

## البطولات والإنجازات
- يو إف سي
  - بطولة يو إف سي لوزن خفيف الثقيل (مرة واحدة)

## فنون القتال المختلطة
| السجل المهني |        |         |
| 15 نزال      | 12 فوز | 2 خسارة |
| ضربة قاضية   | 7      | 2       |
| قرار القضاة  | 5      | 0       |
| بدون قرار    | 1      | 1       |

| النتيجة | السجل    | الخصم             | الطريقة                              | الحدث                                      | التاريخ        | الجولة | الوقت | المكان                                     | الملاحظات |
| ------- | -------- | ----------------- | ------------------------------------ | ------------------------------------------ | -------------- | ------ | ----- | ------------------------------------------ | --- |
| خسر     | 12–2 (1) | أليكس بيريرا      | ضربة قاضية (باللكمات)                | يو إف سي 300                               | 13 أبريل 2024  | 1      | 3:14  | لاس فيغاس، نيفادا، الولايات المتحدة        | على لقب بطولة يو إف سي لوزن خفيف الثقيل.                                                                          |
| فاز     | 12–1 (1) | غلوفر تيكسيرا     | قرار القضاة (بالإجماع)               | يو إف سي 283                               | 21 يناير 2023  | 5      | 5:00  | ريو دي جانيرو، البرازيل                    | فاز بلقب بطولة يو إف سي لوزن خفيف الثقيل الشاغر. قتال الليلة. تخلى عن اللقب لاحقًا بسبب الإصابة.                   |
| فاز     | 11–1 (1) | تياغو سانتوس      | ضربة فنية قاضية (باللكمات والمرفقين) | يو إف سي على إي إس بي إن: سانتوس ضد هيل    | 6 أغسطس 2022   | 4      | 2:31  | لاس فيغاس، نيفادا، الولايات المتحدة        | قتال الليلة. |
| فاز     | 10–1 (1) | جوني ووكر         | ضربة قاضية (بلكمة)                   | يو إف سي ليلة القتال: ووكر ضد هيل          | 19 فبراير 2022 | 1      | 2:55  | لاس فيغاس، نيفادا، الولايات المتحدة        | أداء الليلة. |
| فاز     | 9–1 (1)  | جيمي كروت         | ضربة قاضية (باللكمات)                | يو إف سي على إي إس بي إن: فونت ضد ألدو     | 4 ديسمبر 2021  | 1      | 0:48  | لاس فيغاس، نيفادا، الولايات المتحدة        | أداء الليلة. |
| خسر     | 8–1 (1)  | بول كرايغ         | ضربة فنية قاضية (بالمرفقين واللكمات) | يو إف سي 263                               | 12 يونيو 2021  | 1      | 1:59  | غلانديل، أريزونا، الولايات المتحدة         | |
| فاز     | 8–0 (1)  | أوفينس سينت برويس | ضربة فنية قاضية (باللكمات)           | إس بي إن: هيرمانسون ضد فيتوري              | 5 ديسمبر 2020  | 2      | 3:37  | لاس فيغاس، نيفادا، الولايات المتحدة        | نزال في وزن غير محدد (207.5 رطل)؛ أخفق أوفينس سينت برويس بتحقيق الوزن.                                            |
| ب.ف     | 7–0 (1)  | كليدسون أبرو      | بدون فائز (انقلبت)                   | يو إف سي على إي إس بي إن: وودلي ضد بيرنز   | 30 مايو 2020   | 1      | 1:51  | لاس فيغاس، نيفادا، الولايات المتحدة        | في الأصل كانت النتيجة فوز بضربة فنية قاضية (ركبة للجسم ولكمات) لهيل؛ ولكن تم إلغاؤها بعد أن ثبتت تعاطيه للمرجوانا |
| فاز     | 7–0      | داركو ستوشيتش     | قرار القضاة (بالإجماع)               | يو إف سي ليلة القتال: بلايدز ضد دوس سانتوس | 25 يناير 2020  | 3      | 5:00  | رالي، كارولاينا الشمالية، الولايات المتحدة | |
| فاز     | 6–0      | ألكسندر بوبيك     | ضربة فنية قاضية (باللكمات والمرفقين) | سلسلة منافسات دانا وايت                    | 23 يوليو 2019  | 3      | 0:22  | لاس فيغاس، نيفادا، الولايات المتحدة        | |
| فاز     | 5–0      | وليام فينسنت      | ضربة فنية قاضية (انسحاب)             | بطولة إطفاء الأنوار 2                      | 16 فبراير 2019 | 1      | 5:00  | غراند رابيدز، ميشيغان، الولايات المتحدة    | نزال في وزن غير محدد (225 رطل).                                                                                   |
| فاز     | 4–0      | ديكوان تاونسند    | قرار القضاة (بالإجماع)               | عروض نوك أوت 62                            | 30 يونيو 2018  | 5      | 5:00  | غراند رابيدز، ميشيغان، الولايات المتحدة    | فاز بلقب بطولة كيه أو بي لوزن خفيف الثقيل.                                                                        |
| فاز     | 3–0      | وليام فينسنت      | قرار القضاة (بالإجماع)               | عروض نوك أوت 61                            | 21 أبريل 2018  | 3      | 5:00  | غراند رابيدز، ميشيغان، الولايات المتحدة    | |
| فاز     | 2–0      | مايك جونسون       | ضربة فنية قاضية (باللكمات)           | عروض نوك أوت 59                            | 16 ديسمبر 2017 | 1      | 4:45  | غراند رابيدز، ميشيغان، الولايات المتحدة    | أول ظهور في وزن خفيف الثقيل.                                                                                      |
| فاز     | 1–0      | أليكس ديفيدسون    | قرار القضاة (بالإجماع)               | عروض نوك أوت 58                            | 30 سبتمبر 2017 | 3      | 5:00  | غراند رابيدز، ميشيغان، الولايات المتحدة    | نزال في وزن غير محدد (215 رطل).                                                                                   |

## نزالات الدفع مقابل المشاهدة
| #  | الحدث        | القتال         | التاريخ       | المكان          | المدينة                             | المبلغ  |
| -- | ------------ | -------------- | ------------- | --------------- | ----------------------------------- | ------- |
| 1. | يو إف سي 283 | تيكسيرا ضد هيل | 21 يناير 2023 | Jeunesse Arena  | ريو دي جانيرو، الولايات المتحدة     | لم يُكشف |
| 2. | يو إف سي 300 | بيريرا ضد هيل  | 13 أبريل 2024 | تي موبايل أرينا | لاس فيغاس، نيفادا، الولايات المتحدة | لم يُكشف |

## وصلات خارجية
- جمال هيل على موقع يو إف سي (الإنجليزية)
- جمال هيل على موقع شيردوغ (الإنجليزية)
- جمال هيل على موقع Tapology.com (الإنجليزية)
- جمال هيل على موقع فايت ماتريكس (الإنجليزية)
- جمال هيل على موقع إي إس بي إن (الإنجليزية)

| الجوائز و الإنجازات         | الجوائز و الإنجازات                                                | الجوائز و الإنجازات               |
| --------------------------- | ------------------------------------------------------------------ | --------------------------------- |
| سبقه يري بروهاسكا تم إخلاؤه | 18th بطولة يو إف سي لوزن خفيف الثقيل 21 يناير 2023 – 14 يوليو 2023 | شاغرحامل اللقب التاليأليكس بيريرا |